# Bentley Systems
A Bentley Systems, Incorporated, fornece software para o ciclo de vida das infraestruturas do mundo. O portfólio da empresa é utilizado nas áreas de engenharia de construção (arquitetura, edificações, ruas e pontes), geoespacial (mapeamento, engenharia geotécnica, GIS) e outros segmentos como design de plantas industriais (tubos, análise de fluxos/stress), redes ferroviárias ou software especializado em operações/manutenções de grandes infraestruturas (redes de canalizações de água, redes elétricas ou de fibras ópticas).
Estas soluções de software são usadas para desenhar, construir e operar infraestruturas como edifícios, estradas, pontes, fábricas e redes de utilidades públicas.
A Bentley Systems tem a sua sede em Exton, na Pennsylvania, Estados Unidos mas tem departamentos de desenvolvimento, vendas e outros em mais de 40 países em todo o mundo.

## Software
O principal software da Bentley é o Microstation. O MicroStation em si é uma plataforma de CAD 2D/3D a partir da qual as divisões de software da Bentley e companhias terceiras podem produzir soluções mais específicas. Por exemplo, o Bentley Map é um aplicativo que adiciona capacidades geográficas e espaciais ao Microstation (em formas de menus adicionais) e o Bentley Architecture adiciona ao MicroStation funções BIM para Arquitectos. Há também muitas extensões de empresas terceiras que adicionam funções especificas aos produtos da Bentley.
A Bentley tem uma tradição de comprar empresas que se enquadram em um dos seus 4 verticais. Por exemplo, em Julho de 2004, a Bentley comprou a Haestad Methods para adicionar ferramentas de modelagem de água e despejos e simulação de motores para a linha de software geoespacial.
Além de seus produtos para desktops, a Bentley também oferece produtos corporativos de documentação e controle de projecto chamada ProjectWise. Este Gerenciamento eletrônico de documentos consegue ler, interpretar e integrar dados guardados em diferentes formatos CAD para facilitar o design de grandes projetos. Diz-se que Engenheiros chegam a perder um quarto do seu tempo procurando informações de projeto existente.
As versões actuais dos produtos Bentley são comercializadas com a marca "Connect Edition" e numeradas 10.xx.
Os principais produtos da empresa são:
- Produtos de base: MicroStation, PowerDraft, ProjectWise
- Engenharia da construcao: Bentley Architecture, Bentley Mechanical, Bentley Electrical, Staad.Pro, speedikon, ConstructSim
- Geospacial/Mapeamento: Bentley Cadastre, Bentley CADScript, Bentley Descartes, Bentley Geo Web Publisher, Bentley IRAS B, Bentley Map, PowerMap.
- Utilidades Públicas: sisNET, Bentley Fiber, Bentley Gas, sisHYD, Bentley Water, HAMMER, WaterGEMS, WaterCAD.
- Engenharia Civil: PowerCivil, MXROAD, PowerRebar, PowerSurvey, Bentley Rail Track, CivilStorm, CulvertMaster, FlowMaster, GEOPAK, InRoads, PondPack, ProConcrete, ProSteel, ProStructures, SewerCAD, SewerGEMS, STAAD, StormCAD.
- Engenharia de Pontes: BridgeModeler, RMBridge
- Engenharia de Plantas: AutoPipe, PlantSpace, OpenPlant, PlantWise, AutoPlant Nuclear (para usinas nucleares)

## Formato do Arquivo DGN
A Bentley é conhecida no mercado CAD por seu formato DGN - que sofreu poucas alterações nos últimos 17 anos. Em 2008, num intercâmbio de tecnologia entre a AutoDesk e a Bentley, as duas empresas resolveram trocar seus códigos para ler/escrever formatos DGN e DWG, com o intuito de melhorar a interoperabilidade dos dois formatos.